# Corredor dos tornados da América do Sul

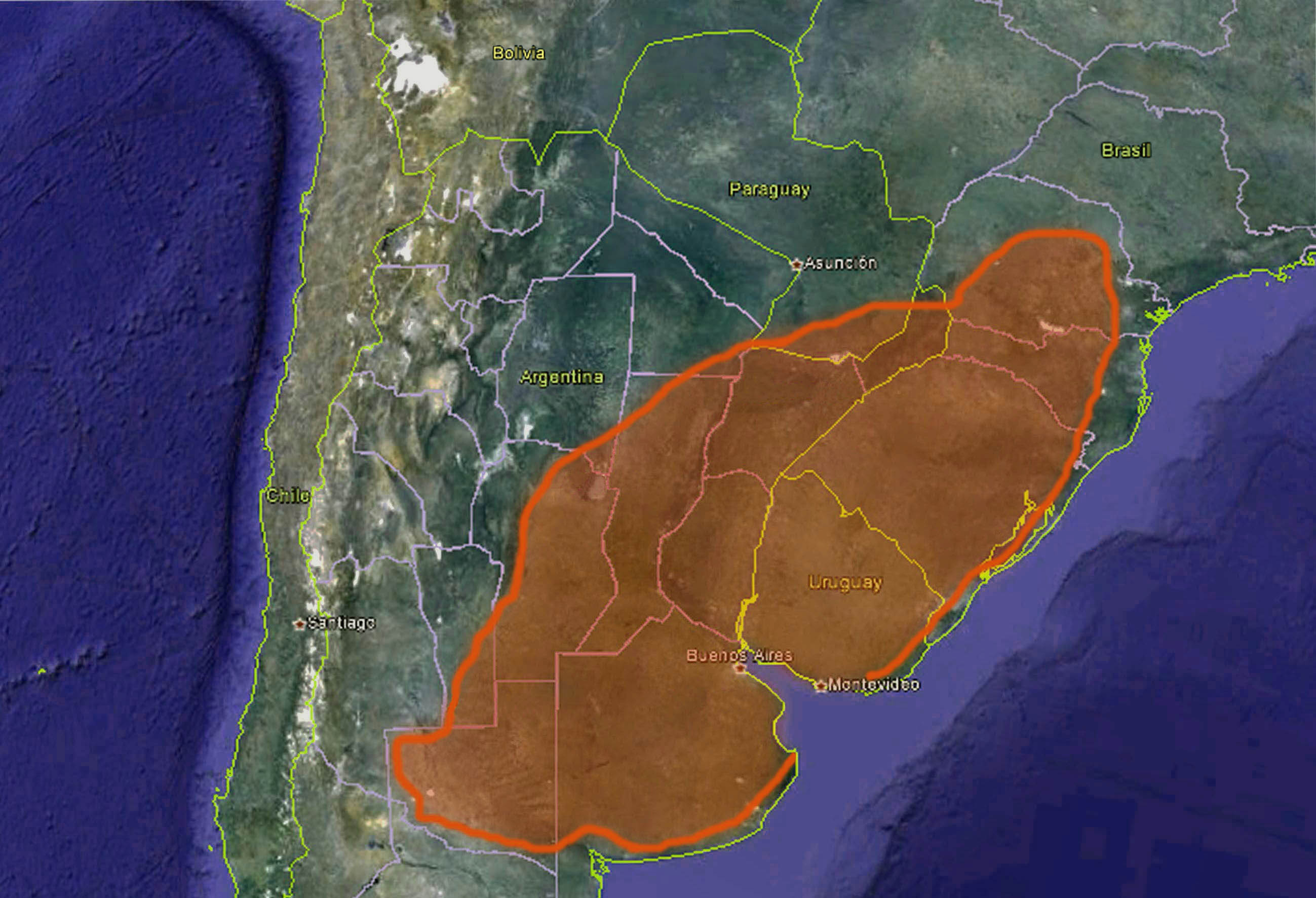
Mapa da região propensa a tornados na América do Sul

O corredor dos tornados da América do Sul é a região onde se encontram os ventos frios e secos vindos dos Andes e Patagônia e os ventos úmidos e quentes vindos da Amazônia e do Chaco, criando condições propensas ao surgimento de tornados. A área recebeu esse nome pela Rede de Estações Urbanas de Climatologia de São Leopoldo.
Compreende os estados do Rio Grande do Sul, Santa Catarina, Paraná, São Paulo, todo o centro-sul de Minas Gerais, Mato Grosso do Sul no Brasil, além do centro e norte da Argentina, Uruguai, Paraguai e a porção centro-sul da Bolívia. Essa região (em especial, o centro da Argentina) é considerada como uma das áreas de alta probabilidade da ocorrência de tornados no globo. Estima-se que nessa área são gerados até 50 tornados por ano, sendo mais comuns no outono e na primavera.

## Causas
A NASA realizou um estudo em 2006, com informações fornecidas por seus satélites, para identificar as áreas onde ocorrem as tempestades mais intensas. Concluiu-se que estas ocorrem principalmente a leste da Cordilheira dos Andes, na Argentina. Nessa área, os ventos frios da Patagônia e da Antártida convergem com as massas de ar quentes do Brasil, Paraguai e norte da Argentina, e com o ar seco que vem da Cordilheira dos Andes. O choque entre essas diferentes massas de ar ocorre principalmente na planície do pampa e gera condições para tempestades intensas, queda de granizo e tornados. Uma situação semelhante ocorre a leste das Montanhas Rochosas, nos Estados Unidos.
Em decorrência da insuficiente cobertura de radares meteorológicos, além da baixa densidade populacional da região, não é possível detectar com exatidão a quantidade de tornados que ocorrem por ano nessa área. Geralmente, são registrados apenas aqueles avistados por pessoas.

## Localização
O Corredor dos Tornados ocupa uma grande área da América do Sul: seu núcleo central está localizado na Argentina (norte da província de Buenos Aires, centro e leste de Córdoba, sul e centro de Santa Fé, a oeste de Entre Rios), além todo o Uruguai. Dentro desta zona, há uma probabilidade maior de que fortes tornados sejam formados; à medida que a distância aumenta, o número e intensidade das tormentas diminui. O Corredor abarca as seguintes áreas:
Na Argentina:
- La Pampa
- Norte e nordeste da província de Río Negro
- Sul da província de San Luis
- Boa parte da província de Santa Fe
- Córdoba
- Entre Ríos
- Província de Buenos Aires
- Sudeste da província de Santiago del Estero
- Sudeste da província do Chaco
- Centro e leste da província de Formosa
- Corrientes
- Boa parte da província de Misiones

No Brasil, os estados de:
- Rio Grande do Sul
- Santa Catarina
- Paraná
- Mato Grosso do Sul
- Interior do estado de São Paulo
- Centro-sul de Minas Gerais

No sul do Paraguai, os departamentos de
- Ñeembucú
- Itapúa
- Misiones

Além disso, abrange todo o território do Uruguai.

## Medição
Nesta região, as condições são propícias para a formação de tornados e tempestades intensas, devido à grande extensão da planície dos pampas. O ar frio da Patagônia e da Antártida colide com o ar quente e úmido que vem do Brasil, da região do norte da Argentina e do Paraguai, além do ar seco dos Andes. Essa combinação produz tempestades intensas que atingem com muita frequência o status de supercélula, e muitas geram intensos granizos e tornados de diferentes intensidades, principalmente F0, F1 e F2.
Os tornados nesse corredor são comparados aos da região denominada de "Corredor Dixie (Dixie Alley)" nos Estados Unidos, que compreende os estados de Mississippi, Alabama, Geórgia, Tennessee, Arkansas, Flórida e Louisiana. Isso porque na maioria da vezes os tornados nessa região são produzidos por super-células de alta precipitação, portanto sendo envoltos em cortinas de chuvas (principalmente no oeste e sudoeste do Paraná, noroeste e norte do Rio Grande do Sul e oeste de Santa Catarina), o que torna a visibilidade dos fenômenos dificultosa ou quase nula. Essa característica é extremamente perigosa, pois tornados envoltos em chuvas causam mais mortes e são mais difíceis de prever. Porém, na Região de Campinas, a maioria dos tornados são produzidos por super-células clássicas ou de baixa precipitação. Adicionalmente, os tornados da região Sul do Brasil são na maioria eventos de baixa energia convectiva potencial disponível (CAPE) e alto cisalhamento do vento (0-1 km).
No Sul e Sudeste brasileiro, eles geralmente ocorrem entre os meses de abril até novembro, embora apareçam com mais frequência entre  abril e junho. Na Argentina Central, a maior frequência de tornados são na primavera e verão. Ao norte desta área, intensas tempestades começam a ocorrer no final de agosto, e por ser uma zona mais úmida e quente, podem ser produzidas em qualquer época do ano. A planície que abrange o chaco e os pampas é menos extensa e povoada que a da América do Norte, e o número de tornados registrados é menor. Além disso, na América do Sul, ao contrário dos Estados Unidos, Canadá e Europa, não há medições da quantidade de tornados que ocorrem em cada tempestade, nem alertas antecipados. Não há nenhuma medida ou estatística que indique a quantidade de tornados que são gerados a cada ano no Corredor dos Tornados, mas sabe-se que o número é menor que o dos Estados Unidos. São de menor intensidade, já que a maioria são tornados de escala F0, F1 e F2, com o registro máximo sendo o de F5.

## Registros

Um princípio de tornado próximo a Piracicaba, Brasil, em 2025. A cidade está situada ao norte do corredor de tornados.

Os tornados mais intensos foram os de Encarnación (Paraguai) em 20 de setembro de 1926, quando se formou um tornado sem classificação (um estudo argentino classifica em um F5) que matou aproximadamente 500 pessoas, tornando-se o tornado mais mortal registrado na história da América do Sul, e o de San Justo (província de Santa Fé, Argentina), em 10 de janeiro de 1973, foi o tornado mais forte registrado fora dos Estados Unidos (F5) que também custou a vida de 80 pessoas.
Em 30 de setembro de 1991, um tornado estreito e classificado em F3, atingiu algumas zonas dos municípios de Itu (SP) e Salto (SP). Casas de alvenaria bem construídas foram niveladas ao solo, veículos foram arremessados em centenas de metros de distância e mutilados para além do reconhecimento, e milhares de árvores foram completamente descascadas e arrancadas. Um grande hotel de luxo e escolas agrícolas foram completamente devastadas. Apesar de ter sido classificado como F3, os meteorologistas notam que danos generalizados em F4 provavelmente ocorreram com esse tornado. O evento causou 16 óbitos e mais de 300 feridos.
A temporada de mais de 100 tornados em Buenos Aires, que afetaram a província argentina num período de aproximadamente 24 horas, em 13 e 14 de abril de 1993, com intensidades que atingiram F3, foi a maior onda de tornados do Hemisfério Sul.
No Brasil, os tornados mais intensos ocorreram em Guaraciaba (Santa Catarina) em 2009 e Nova Laranjeiras (Paraná) em 1997.
Em Nova Laranjeiras, um tornado classificado como F4, acabou resultando na destruição total de mais de 80% de residências, muitas delas restando apenas os assoalhos.
Em Guaraciaba, danos em F4 foram generalizados e bem significantes, pois árvores foram arrancadas do solo e residências de alvenaria foram varridas do mapa, e objetos foram encontrados a centenas de km do local original.
Os piores tornados violentos que ocorreram muito mais ao norte do corredor de tornados da América do Sul e fora das latitudes médias, foram os eventos de Ivinhema (MS)/1989 como um F3, Ponta Porã (MS)/1999, Brasilândia-Panorama (MS e SP)/2015 como um F2 e Ribeirão Preto (SP)/1994 também como um F2.

## Artigos relacionados
- Climatologia de tornados
- Lista de tornados na Argentina
- Lista de tornados no Paraguai
- Lista de tornados no Brasil